# Israel Gutman
Israel Gutman, in ebraico ישראל גוטמן, (Varsavia, 20 maggio 1923 – Gerusalemme, 1º ottobre 2013) è stato uno storico polacco naturalizzato israeliano sopravvissuto all'Olocausto.

## Biografia
Israel Gutman nacque a Varsavia. Dopo aver partecipato ed essere stato ferito nella rivolta del ghetto di Varsavia, fu deportato nei campi di concentramento di Majdanek, Auschwitz e Mauthausen. I suoi genitori e i suoi fratelli morirono nel ghetto.
Nel gennaio 1945 sopravvisse alla marcia della morte da Auschwitz a Mauthausen, dove fu liberato dalle forze statunitensi. Nell'immediato dopoguerra entrò a far parte della Brigata Ebraica in Italia. Nel 1946 emigrò in Palestina e si unì al kibbutz Lehavot HaBashan. Fu membro del kibbutz per 25 anni.  Nel 1961 testimoniò al processo contro Adolf Eichmann. Morì all'età di 90 anni a Gerusalemme.

### Carriera accademica
Gutman fu professore di storia all'Università Ebraica di Gerusalemme e vicepresidente del Consiglio Internazionale di Auschwitz presso la Fondazione Auschwitz-Birkenau. È stato redattore capo dell'Encyclopedia of the Holocaust e ha vinto il Premio Yitzhak Sadeh per gli studi militari. Presso lo Yad Vashem, diresse l'International Institute for Holocaust Research (1993-1996), di cui fu capo storico (1996-2000) e consigliere accademico (dal 2000). Fu anche consigliere del governo polacco per gli affari ebraici, l'ebraismo e la commemorazione dell'Olocausto.

## Opere
- The Jews of Warsaw, 1939-1943: Ghetto, Underground, Revolt, 1982.[5][6][7][8]
- Unequal Victims: Poles and Jews in World War Two, 1986.
- The Jews of Poland Between Two World Wars, 1989.[9][10]
- Anatomy of Auschwitz Death Camp, con Michael Berenbaum, 1994.
- Resistance: The Warsaw Ghetto Uprising, 1994.[11]
- Emanuel Ringelblum – The Man and the Historian, 2006.